# Das große Dings bei Brinks
Das große Dings bei Brinks (The Brink's Job) ist eine US-amerikanische Kriminalkomödie aus dem Jahr 1978. Regie führte William Friedkin, das Drehbuch schrieb Walon Green nach dem Roman Das große Dings bei Brink's (Big Stick Up At Brink's) von Noel Behn.

## Handlung
Die Handlung spielt in den 1940er und 1950er Jahren in den Vereinigten Staaten. Der nicht besonders erfolgreiche Kleinkriminelle Tony Pino entdeckt, dass die Sicherheitsvorkehrungen des Geldtransporte durchführenden Unternehmens Brink’s mangelhaft sind. Zuerst wird ein Geldtransporter ausgeraubt, dann der Bostoner Unternehmenssitz. Beim zweiten Überfall werden ungefähr zwei Millionen US-Dollar erbeutet.
Das FBI vermutet politische Hintergründe der Tat und sucht die Schuldigen irrtümlicherweise unter den Kommunisten. Die Bande wird schließlich von einem Kronzeugen verraten und verhaftet.

## Hintergrund
Der Film wurde in Boston und in einigen anderen Orten in Massachusetts gedreht.
Die Handlung greift den Raubüberfall vom 17. Januar 1950 auf das Geldtransportunternehmen Brink's in Boston als Sujet auf. Elf bewaffnete Männer erbeuteten dabei 1.218.211 US-Dollar Bargeld und über 1,5 Millionen US-Dollar in Schecks, Zahlungsanweisungen und anderen Wertpapieren. Es war der bis dahin größte bewaffnete Raubüberfall in den Vereinigten Staaten. Die Bandenmitglieder konnten nach einigen Jahren ermittelt und zu Haftstrafen verurteilt werden. Von der Beute ist nur ein geringer Teil entdeckt und zurückgegeben worden.

## Kritiken
Roger Ebert schrieb in der Chicago Sun-Times vom 12. März 1979, der Film sei so gut, dass es verwunderlich sei, dass er nicht zum großen Kassenerfolg würde. Er sei „raffiniert“, „gekonnt“ und häufig sehr witzig. Die 1950er Jahre seien richtig dargestellt. Der Regisseur entwickelte Charaktere, die gleichzeitig komisch seien und so realistisch wirken würden, dass man mit ihnen mitfühlen könne.
Die Zeitschrift prisma schrieb, das Darstellerensemble sei „hervorragend aufgelegt“; vor allem wurde das Spiel von Peter Falk gelobt.

## Auszeichnungen
Der Film wurde im Jahr 1979 für Bestes Szenenbild (Dean Tavoularis) für den Oscar nominiert.